# پولیکراتس
پولیکراتس(‎/pəˈlɪkrəˌtiːz/‎ ; یونانی باستان: Πολυκράτης، در انگلیسی معمولاً Polycrates خوانده می‌شود اما گاهی نیز Polykrates)، فرزند ایسیس، در ۵۴۰ قبل از میلاد تا ۵۲۲ قبل از میلاد حاکم ساموس بود. او به عنوان یک مبارز سرسخت و مستبدی روشنفکر شهرت داشت.